# Maria Lankowitz
Maria Lankowitz é um município da Áustria, situado no distrito de Voitsberg, no estado da Estíria. Tem 104,25 km² de área e sua população em 2019 foi estimada em 2.817 habitantes.